# Gare de Porto-Vecchio
La gare de Porto-Vecchio est une ancienne gare ferroviaire française, située a Porto-Vecchio, sous-préfecture du département du Corse-du-Sud, en région Corse.